# Djuptjärnen (Los socken, Hälsingland, 683741-147227)
Djuptjärnen är en sjö i Ljusdals kommun i Hälsingland och ingår i Ljusnans huvudavrinningsområde.